# Fläckbröstad törnfågel
Fläckbröstad törnfågel (Phacellodomus striaticollis) är en fågel i familjen ugnsfåglar inom ordningen tättingar.

## Utseende
Fläckbröstad törnfågel är en medelstor ugnfågel med lång och spretig stjärt. Ovansidan är kanelbrun och undersidan ljusare. På hjässan och vingarna är den mörkare i tonen. Bröstet är fläckat, därav namnet, och ögonen gula. 

## Utbredning och systematik
Fågeln förekommer från sydöstra Brasilien (östra Paraná) till Uruguay och nordöstra Argentina. Den behandlas som monotypisk, det vill säga att den inte delas in i några underarter.

## Levnadssätt
Fläckbröstad törnfågel hittas vanligen nära vatten, i våtmarker, i galleriskog och i buskmarker. Där födosöker den på eller nära marken. Fågeln bygger stora törnbon som olikt andra törnfåglar inte hängs från träd.

## Status
Arten har ett stort utbredningsområde och beståndet anses vara stabilt. Internationella naturvårdsunionen IUCN listar den därför som livskraftig (LC).